# Ribes chihuahuense
Ribes chihuahuense là một loài thực vật có hoa trong họ Grossulariaceae. Loài này được Britton miêu tả khoa học đầu tiên năm 1907.